# Пшехлево (гмина)
Пшехлево (пол. Przechlewo) — сельская гмина (волость) в Польше, входит как административная единица в Члухувский повет, Поморское воеводство. Население — 6187 человек (на 2004 год).

## Демография
| Перепись                       | Всего   | Всего | Женщины | Женщины | Мужчины | Мужчины |
| ------------------------------ | ------- | ----- | ------- | ------- | ------- | ------- |
| Единицы                        | человек | %     | человек | %       | человек | %       |
| Население                      | 6187    | 100   | 3094    | 50      | 3093    | 50      |
| Плотность населения (чел./км²) | 25,4    | 25,4  | 12,7    | 12,7    | 12,7    | 12,7    |

## Соседние гмины
1. Гмина Члухув
2. Гмина Кочала
3. Гмина Конажины
4. Гмина Липница
5. Гмина Жеченица